# Lerik (Rayon)
Lerik ist ein Rayon im Süden Aserbaidschans. Die Hauptstadt des Bezirks ist die Stadt Lerik. Im Südwesten grenzt der Rayon an Iran.

## Geografie

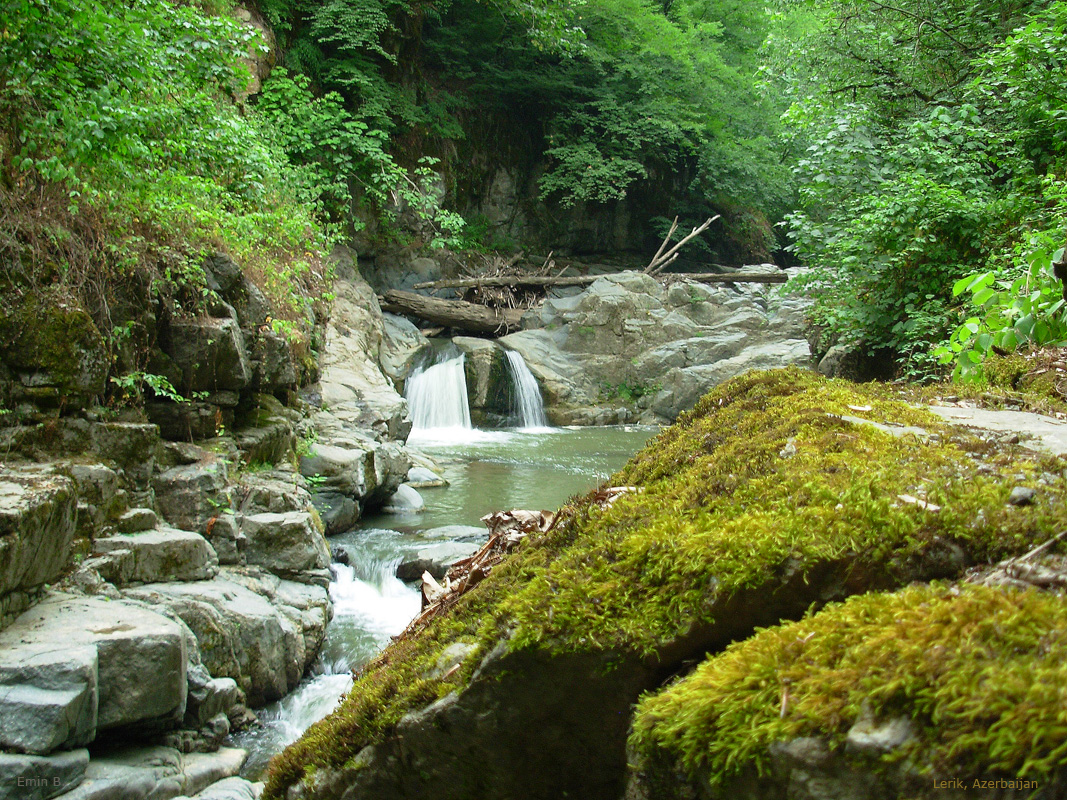
Fluss im Bezirk Lerik

Der Bezirk hat eine Fläche von 1084 km². Die Region ist Teil des Talisch-Gebirges und teilweise bewaldet. In der Region kommt es von Zeit zu Zeit zu Erdbeben, zuletzt 1998. Der Nationalpark von Hirkan befindet sich im Bezirk.

## Bevölkerung
Im Rayon leben 86.600 Einwohner (Stand: 2021). 2009 betrug die Einwohnerzahl 74.300. Diese verteilt sich auf 138 Siedlungen. Den Großteil der Bevölkerung stellen die Talyschen.

## Wirtschaft
Die Region ist agrarisch geprägt. Es werden vor allem Tee, Weizen, Tabak, Kartoffeln und Gemüse angebaut.

## Verkehr
Der Bezirk ist über die Straße A323 mit Lənkəran verbunden. Es gibt eine Busverbindung nach Lənkəran und Baku.